# John Terborgh
John Whittle Terborgh (nascido em 1937) é um professor que ocupa a cadeira James B. Duke Professor de Ciências Ambientais na Universidade de Duke e Co-Diretor do Centro para a Conservação Tropical. Ele é membro da Academia Nacional de Ciências e nos últimos trinta e cinco anos tem participado ativamente em estudos sobre ecologia tropical e biologia da conservação e os problemas relacionados.
Terborgh é uma autoridade na ecologia de aves e mamíferos de florestas Neotropicais. Ele tem publicado numerosos artigos e livros sobre biologia da conservação. Desde 1973 ele tem operado a Estação Biológica de Coca Cashu, uma estação de pesquisa em ecologia tropical no Parque Nacional de Manú, no Peru.
Ele cresceu em Arlington, Virgínia, e se graduou pela Universidade Harvard em 1958. Recebeu seu Doutorado em fisiologia vegetal na mesma universidade em 1963. Ele foi membro do corpo docente da Universidade de Maryland e em seguida, por 18 anos, na faculdade de Universidade de Princeton. Em 1989, Terborgh mudou-se para a Universidade de Duke, onde ele entrou para a faculdade da atual Nicholas School of Envrionments e fundou o Centro para a Conservação Tropical na Universidade Duke.
Em junho de 1992, Terborgh foi premiado com um MacArthur Fellowship, em reconhecimento pelo seu trabalho diferenciado em ecologia tropical e, em abril de 1996, ele foi premiado com a Medalha Daniel Giraud Elliot da Academia Nacional de Ciências por suas pesquisas e por seu livro Diversity and the Tropical Rainforest. [S.l.: s.n.] Em 2005, ele foi eleito Honorary Fellow da Associação para Biologia Tropical e Conservação na reunião anual da organização, realizada em Uberlândia, Brasil.
Ele ocupou  vários conselhos e comitês consultivos relacionados com a conservação, incluindo as Florestas de Projeto, Sobrevivência Cultural, The Nature Conservancy, World Wildlife Fund e para os grupos de especialistas em primatas e ecologia  da União Internacional para a Conservação da Natureza.

## Publicações
Terborgh é autor de centenas de artigos científicos e populares ensaios, além de autor ou editor de inúmeros livros:
- Requiem for Nature. [S.l.: s.n.] ISBN 1-55963-588-6
- Making parks work: strategies for preserving tropical nature. [S.l.: s.n.] ISBN 1-55963-905-9
- Diversity and the Tropical Rain Forest. [S.l.: s.n.] ISBN 0-7167-5030-9
- Where Have All the Birds Gone? Essays on the Biology and Conservation of Birds That Migrate to the American Tropics. [S.l.: s.n.] ISBN 0-691-02428-6
- Five New World Primates: A Study in Comparative Ecology. [S.l.: s.n.] ISBN 0-691-08338-X